# Denise Bellon
Pour les articles homonymes, voir Bellon.
Denise Bellon, née Denise Simone Hulmann, est une photographe française, proche du mouvement surréaliste, née le 20 septembre 1902 à Paris 16e et morte le 31 octobre 1999 à Paris 14e.

## Biographie
Denise Bellon naît le 20 septembre 1902 à Paris,. Elle est la fille du médecin Max Hulmann et de Marthe Sichel. Avec son premier mari, le magistrat Jacques Bellon, elle a eu deux filles, la réalisatrice Yannick Bellon (1924-2019), et la comédienne et dramaturge Loleh Bellon (1925-1999). Elle est la grand-mère de l'éditeur et auteur post situationniste Jaime Semprun, fils de Loleh Bellon et Jorge Semprún, qu'elle a photographié dans son enfance.
Divorcée, elle cherche un travail et décide de vivre de la photographie, en studio ou sur les routes. Elle se forme au métier de photographe au début des années 1930 auprès, notamment de René Zuber et de Pierre Boucher,. Elle participe, en 1934, à la création de l'agence Alliance-Photo, dont elle devient l'une des membres, sous la houlette de Maria Eisner. Elle est la belle-sœur de Jacques Brunius, qui a épousé sa sœur Colette.
Elle réalise avec son Rolleiflex des reportages en France, en Espagne, en Finlande, en Albanie, au Maroc, en Afrique, en Tunisie. Son œuvre photographique, très variée, présente une liberté de ton, un humanisme et un engagement politique, et s'inscrit en partie dans le mouvement de la Nouvelle vision, tout en étant libre. Elle développe et tire ses photographies chez elle, dans sa baignoire, parfois à l'extérieur, chez Boris Vinitsky (avant-guerre), puis au laboratoire du Midi-Libre de 1944 à 1956, et ensuite chez Pictorial service, avec Pierre Gassmann.
Elle photographie la prostitution, avec différentes approches formelles, en particulier à Paris, à Casablanca.
Denise Bellon est affranchie de toute école,,. Amie d'enfance de l'actrice Sylvia Bataille, Bianca et Simone Maklès, de Simone Kahn, puis de Ina Bandy , de la relieuse  des surréalistes Lucienne Thalheimer, de la galeriste Denise Bleibtreu (qui devient Denise René), amies d'enfance, et des écrivains André Breton, André Delons et Jacques Prévert, elle est introduite par eux dans les milieux littéraires et artistiques,. Elle documente des performances artistiques et des expositions, en particulier l'Exposition surréaliste de 1938, puis les suivantes en 1947, 1949 et 1965. Elle effectue également des recherches photographiques, sur les formes et les matières, et sur les installations industrielles,.
En secondes noces, elle épouse Armand Labin, journaliste d'origine roumaine, fondateur du Midi libre, avec lequel elle a eu un fils, Jérôme Labin (1942-2004), analyste financier. De la Libération au décès d'Armand Labin, en 1956, elle vit à Montpellier, avant de revenir à Paris. Elle y réalise plusieurs reportages et signe des portraits de résistants comme Nina Morguleff et les familles Roubaud et Molino. Elle effectue aussi dans les années 1960 des photos de plateau de cinéma, sur les tournages de sa fille Yannick Bellon
Morte le 31 octobre 1999,, Denise Bellon n'a jamais été inhumée au cimetière du Montparnasse dans la tombe de son fils, Jérôme Labin (en division 29), malgré la présence trompeuse de ses nom et dates.

## Publications
- Le Pavillon de l'élégance à l'exposition internationale des Arts et techniques, photos d'Henri Baranger, Denise Bellon, Feher, Wols, Paris, Arts et Métiers graphiques, 1938
- Onnen maa : Suomi elokuussa 1939 (« Denise Bellon  : Finlande, été 1939 »), édité par le Cercle franco-finlandais d'Helsinki, Éditions Finn Lectura, Helsinki, 2008, 167 p.  (ISBN 9789517923682)[20]
- Avec Joe Bousquet, Au gîte du regard, éditions Centre Joë Bousquet et son temps, 2003.
- Denise Bellon  : Tunisie  : Photographies 1947-1960, présentation d'Éric Le Roy, éditions Cérès, Tunis, 2009, 132 p.  (ISBN 9789973197276)
- Avec Henry Miller, Mejores no hay!, préface de Frédéric Temple, postface d'Éric Le Roy, éditions Finitude, 2012

## Expositions
- 1933 : Une exposition de photographies, section photo de l'A.E.A.R, Galerie de la librairie E.S.I, Paris (participation[21]).
- 1936 : Fantastic Art, Dada, Surrealism, 1936-1937, MoMa, New York (participation)[22].
- 1937 : 1839-1937, MoMa, New York (participation).
- 1938 : Exposition internationale du surréalisme, Paris (participation)[23].
- 1982 : Jacques Prévert, Musée d'Art moderne de la ville de Paris/Fondation nationale de la photographie (participation)[24].
- 1987 : La Femme et le surréalisme, Musée Cantonal des Beaux-Arts, Lausanne (participation)[25].
- 1988-89 : Alliance photo  : agence photographique 1934-1940, à la bibliothèque historique de la Ville de Paris, Hôtel de Lamoignon (participation)[26].
- 1991 : André Breton, la beauté convulsive, Centre Pompidou[27].
- 1991 : Paul Grimault, artisan de l'imaginaire, Palais de Tokyo[28].
- 2000 : Denise Bellon, Galerie Claude Oterelo.
- 2002 : La révolution surréaliste, Centre Pompidou[29].
- 2003 : Denise Bellon à Véro-Dodat, Paris[30].
- 2003 : Joe Bousquet : au gîte du regard, exposition au château de Castries.
- 2004 : Finlande, été 1939  : rétrospective, salle Jugend, Helsinki, Finlande[31].
- 2005 : Denise Bellon au miroir des artistes, Cité du livre, Galerie Zola, Aix-en-Provence.
- 2005 : La part du jeu et du rêve.Oscar Dominguez et le surréalisme 1906-1957, Musée Cantini, Marseille (participation)[32].
- 2008 : Photographies de mannequins, La Bonne accroche, Paris[33].
- 2004 : Finlande, été 1939, Institut finlandais, Paris[34].
- 2007 : Le Studio Zuber, rencontres photographiques d'Arles (participation)[35],[36].
- 2007 : Avec le Facteur Cheval, Musée de la Poste, Paris (participation)[37].
- 2009 : Denise Bellon, Tunisie 1947-1960, Librairie Mille feuilles, La Marsa, Tunisie[38].
- 2010 : Denise Bellon, Regards d'artistes, station du métro Saint-Germain-des-Prés[39].
- 2012 : Henry Miller Mejores no hay!, Montolieu, village du livre[40].
- 2014 : Du surréalisme à l'objet, Centre Pompidou, Paris (participation)[41].
- 2015 : Mannequin d'artiste, mannequin fétiche, musée Bourdelle (participation), Paris.
- 2016 : Après la Shoah, Mémorial de la Shoah, paris (participation)[42].
- 2018-19 : Photographie, arme de classe, Centre Pompidou (participation)[43].
- 2022 : Quartier réservé, Bousbir, Casablanca, Université de Genève (participation)[44]
- 2022 : Toyen, l'écart absolu, Musée d'art moderne de la ville de Paris (participation)[45].
- 2022 : Marcel Duchamp, Museum für Moderne Kunst (participation).
- 2022-23 : Chercher l'or du temps, Musée LaM, Lille (participation)[46].
- 2024 : Denise Bellon, photographies de cinéma, galerie noir et blanc, Bastia[47].
- 2024 : Le Grand jeu, Musée Cantonal des Beaux-Arts, Lausanne (participation)[48].
- 2024 : Paradis naturistes, MUCEM, Marseille (participation)[49].
- 2024 : Juan Miro, Musée de Grenoble (participation)[50].
- 2024 : Surréalisme, Centre Pompidou (participation)[51],[52].
- 2025 : Roaring : Art, fashion, and the Automobile in France, 1918-1939, Saint Louis Art Museum, (participation)[53]
- 2025 : Denise Bellon Un regard vagabond, Musée d'Art et d'Histoire du judaïsme, du 9 octobre 2025 au 8 mars 2026[54].

### Film documentaire
- Yannick Bellon et Chris Marker, Le Souvenir d'un avenir, Les Films de l'équinoxe, 2001 ; essai filmé à partir des archives de Denise Bellon.